# 江戸川区立篠崎第五小学校
江戸川区立篠崎第五小学校（えどがわくりつ しのざきだいごしょうがっこう）は、東京都江戸川区北篠崎2丁目にある小学校。通称｢篠五小」。

## 沿革
- 1976年 - 篠崎第二小学校、南小岩第二小学校より分かれて開校。

## 通学区域
- 東小岩1丁目1番から5番、19番から21番
- 上篠崎1丁目25番
- 北篠崎1丁目全域
- 北篠崎2丁目全域
- 西篠崎1丁目7番の一部（11から19号）

## 著名な出身者
- 大山加奈（元バレーボール選手）※大山未希の実姉 ※日本代表
- 大山未希（元インドア／ビーチバレー選手）※大山加奈の実妹
- 池谷優佳（バレーボール選手：久光スプリングス）